# (7347) 1993 EW
A (7347) 1993 EW a Naprendszer kisbolygóövében található aszteroida. Ueda Szeidzsi és Kaneda Hirosi fedezte fel 1993. március 12-én.